# Nathan Birnbaum (Schriftsteller)

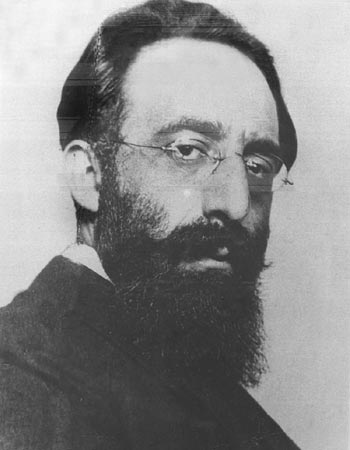
Nathan Birnbaum

Nathan Birnbaum (jiddisch נתן בירנבוים Nosn Birnboym; geboren 16. Mai 1864 in Wien, Kaisertum Österreich; gestorben 2. April 1937 in Scheveningen) war ein österreichisch-jüdischer Schriftsteller und Aktivist, der sich immer wieder für neue und andersartige Ideen einsetzte, für kurze Zeit vor Herzl Zionist und erster Generalsekretär der Zionistischen Organisation war. Er fiel vom Zionismus ab, vertrat Ideen des Diaspora-Nationalismus, wurde Jiddischist und danach separatistischer ultraorthodoxer Agudist. Er benutzte verschiedene Pseudonyme, meist Mathias Acher, hebräisch ‚ein Anderer‘, nach Elischa ben Abuja; weitere Pseudonyme u. a.: Dr. N. Birner, Mathias Palme, Anton Skart, Theodor Schwarz, Pantarhei.

## Leben und Wirken
Nathan Birnbaum war das einzige Kind des Kaufmanns Menachem Mendel Birnbaum und dessen Frau Mirjam, geb. Seelenfreund, welche ostjüdische Einwanderer waren. Nach einer traditionellen religiösen Erziehung beschäftigte er sich bereits auf dem Gymnasium mit der Emigration nach Palästina. Von 1882 bis 1885 studierte er Jura an der Universität Wien, hörte zudem aber auch nach der Promotion noch Philosophie und Orientalistik. Ende 1882 war er Mitbegründer der Kadimah und 1885/1886 deren Präses.
1890 heiratete Birnbaum Rosa Korngut (1869 – 22. Mai 1934), eine Verwandte Saul Raphael Landaus. Der Ehe entstammten die drei Söhne Solomon Birnbaum (1891–1989), Menachem Birnbaum (1893–1944) und Uriel Birnbaum (1894–1956). 1897 hielt er auf dem Ersten Zionistenkongress seine Rede Zionismus als Kulturbewegung. Im April 1933 emigrierte Birnbaum mit seiner Familie in die Niederlande (zunächst Rotterdam, dann Scheveningen), wo er 1937 nach schwerer Krankheit verstarb. Er wurde auf dem jüdischen Friedhof Den Haag, Oud Wassenaarseweg, neben seiner Frau beigesetzt.
Bis zu seinem Tod war Birnbaum publizistisch tätig, setzte sich aber schon lange nicht mehr für den Zionismus ein, obwohl er es war, der den Begriff prägte: Birnbaum gebrauchte den Begriff Zionismus seit 1890 und verschaffte ihm eine weitere Verbreitung.
Birnbaum, der in jungen Jahren noch Theodor Herzl begleitet hatte, war ein Vertreter der kulturellen Variante des Zionismus, die eine Besiedlung Palästinas auch ohne eigenen Staat propagierte und erst von Chaim Weizmann zunehmend wieder mit dem sogenannten politischen Zionismus verklammert wurde. Daneben aber engagierte sich Birnbaum vor allem für das Ostjudentum, die chassidische Kultur und die jiddische Sprache. Hierfür initiierte er u. a. die erste Konferenz für die jiddische Sprache in Czernowitz. Später gelangte Birnbaum, der bis zum Atheismus hin nahezu alle religiösen Varianten durchschritten hatte, zum orthodoxen Judentum und wurde Generalsekretär der Agudas Jisroel.
Neben dem Begriff „Zionismus“ geht auch der um 1900 geprägte Begriff „Ostjudentum“ auf Birnbaum zurück.

## Werke (Auswahl)
- Die Assimilationssucht. Ein Wort an die sogenannten Deutschen, Slaven, Magyaren etc. mosaischer Confession von einem Studenten jüdischer Nationalität, anonym 1884, OCLC 82963509.
- Die nationale Wiedergeburt des jüd. Volkes in seinem Lande als Mittel zur Lösung der Judenfrage. Ein Appell an die Guten und Edlen aller Nationen. Selbstverlag, Wien 1893, urn:nbn:de:hebis:30:1-107039 (Sonderabdruck aus Selbst-Emancipation).
- Die Jüdische Moderne. Vortrag gehalten im Literarischen Vereine „Kadimah“ in Wien. Literarische Anstalt, Leipzig 1896, urn:nbn:de:hebis:30:1-107063 (veröffentlicht unter „Mathias Acher“).
- Ich bin Salomo. Schauspiel in einem Akte. 1909.
- Ausgewählte Schriften zur jüdischen Frage. 2 Bände. 1910, Band 1, urn:nbn:de:hebis:30:1-104525; Band 2, urn:nbn:de:hebis:30:1-104533.
- Juden als Erfinder und Entdecker. Welt-Verlag, Berlin-Wilmersdorf 1913, urn:nbn:de:hebis:30:1-106569.
- Den Ostjuden ihr Recht! Löwit, Wien 1915, urn:nbn:de:hebis:30-180013584003.
- Gottes Volk. Löwit, Wien 1918, urn:nbn:de:hebis:30-180014084002.
- Vom Freigeist zum Gläubigen. Vortrag. Arzenu, Zürich 5679 (1919), urn:nbn:de:hebis:30:1-107148.
- Vor dem Wandersturm (= Jüdische Zeitfragen. Band 1). L. Sänger, Frankfurt am Main 1919, urn:nbn:de:hebis:30-180014259007.
- Nathan Birnbaum und Hugo Herrmann: Edom. Berichte jüdischer Zeugen und Zeitgenossen über die Judenverfolgungen während der Kreuzzüge. Jüdischer Verlag, Berlin 1919, urn:nbn:de:hebis:30:1-131416.
- Um die Ewigkeit. Jüdische Essays. Welt-Verlag, Berlin 1920, urn:nbn:de:hebis:30:1-104609.
- Im Dienste der Verheissung. Hermon, Frankfurt a. M. 1927, urn:nbn:de:hebis:30-180015052004.

## Birnbaums Publizistik
- Herausgeber der Zeitschrift Selbst-Emancipation! (die erste Nummer erschien in Wien am 1. Februar 1885 unter dem Titel Selbst-Emancipation! Zeitschrift für die nationalen, socialen und politischen Interessen des jüdischen Stammes; die letzte Nr. erschien ebenfalls in Wien am 6. Juli 1886; 1890 konnte die Zeitschrift – mit Birnbaum als Chefredakteur, aber nicht mehr in seinem Eigentum befindlich – wiedererweckt werden; die definitiv letzte Nummer erschien am 15. Dezember 1893).
- 1886 bis Juli 1888 Mitarbeit an der von Albert Katz in Berlin gegründeten nationaljüdischen Monatsschrift Serubabel. Organ für die Interessen des jüdischen Volkes. ZDB-ID 1427297-0.
- Jüdische Volkszeitung, das Nachfolgeblatt der eingegangenen Selbst-Emancipation – Birnbaum arbeitete an ihr maßgeblich mit und war nominell Chefredakteur bis Oktober 1894;[5] die letzte Nr. der Jüdischen Volkszeitung erschien am 23. Januar 1895 unter der redaktionellen Leitung von Heinrich Loewe
- 1896–1897 Herausgeber der Berliner Monatsschrift Zion.
- 1906–1907: Neue Zeitung. Unabhängige jüdische Wochenschrift. Hrsg. von Nathan Birnbaum; erschien selbständig (mit Unterbrechungen) von September 1906 bis September 1907 in Wien und wurde dann mit der (allerdings zionistischen) Jüdischen Zeitung vereinigt; die kurzlebige Neue Zeitung verstand sich als Forum der um 1900 weitgehend assimilierten jüdischen Jugend, deren Gemeinschaftsgefühl erneuert werden sollte, sie plädierte für eine parteiübergreifende „nationale Wiedergeburt Israels“; ausführlich wandte sich das Blatt der zunehmenden Krise des Ostjudentums zu, um grundlegende sozialökonomische bzw. volkspädagogische Themen zu diskutieren.
- September/Oktober 1908 Erscheinen der kurzlebigen (nur 6 Nummern) jiddischsprachigen Zeitschrift Dr. Birnboims Wochenblat.
- Mai bis Juli 1910: In Czernowitz gibt Nathan Birnbaum die kurzlebige Halbmonatsschrift Das Volk heraus
- April 1913 bis Juli 1914 Mitarbeit an der „alljüdischen“ Freistatt (Die Freistatt. Alljüdische Revue. Monatsschrift für jüdische Kultur und Politik. Hrsg. von Julius Kaufmann; Redaktion: Fritz Mordechai Kaufmann, Andreas F. Meyer) – laut Simon Dubnow galten „Kaufmann und seine Mitarbeiter (Nathan Birnbaum …) … bei den deutschen Juden als verschrobene Sonderlinge“.
- (Hrsg.) Der Aufstieg. Eine jüdische Monatsschrift Verlag von Braunfeld & Eisen, Antwerpen, Berlin & Wien, 1930–1933 (oder: Verlag Aulim, Berlin und Wien). Einige Hefte in der Mediathek des Jüdisches Museum Amsterdam;[6] die „Aulim“ („die Aufsteigenden“) sollten nach Birnbaums Vorstellung eine jüdische Elite, eine Art jüdischer Orden innerhalb der Orthodoxie bilden.
- (Hrsg.) Zeitschrift Der Ruf 1934–1937, ZDB-ID 1402966-2 (in den Niederlanden erscheinende Zeitung, später Monatsschrift; hier gewann Birnbaum u. a. Döblin und Fritz Rosenthal – den späteren Schalom Ben-Chorin – als Autoren).
- Übersetzer: Dreibuch. Jüdische Geschichten von Sch. Gorelik, I. L. Perez, Scholem Alejchem. Wie soll man diese Geschichte lesen? Aus dem Jiddischen. Vorbemerkung von Max Brod. Jüdischer Verlag, Berlin 1916, DNB 579315193 (gilt laut DBN als 2. Auflage der Bücher: Shemaryahu Gorelik: Die liebe Provinz; I. L. Perez: Volkstümliche Geschichten; Scholem Alejchem: Die verlorene Schlacht.).